# Wally Osterkorn
Walter Raymond „Wally” Osterkorn (ur. 6 lipca 1928 w Chicago, zm. 11 stycznia 2012) – amerykański koszykarz, występujący na pozycjach silnego skrzydłowego lub środkowego, mistrz NBA z 1955.

## Osiągnięcia
NCAA
- Uczestnik rozgrywek NCAA Final Four (1949 – 3. miejsce)
- Mistrz sezonu regularnego konferencji (1949)

NBPL
- Mistrz NPBL (1951)
- Zaliczony do II składu All-NPBL (1951)

NBA
- Mistrz NBA (1955)[1]